# Michael Jackson's Thriller
Michael Jackson's Thriller è il videoclip del singolo Thriller di Michael Jackson del 1983, diretto da John Landis e sceneggiato da quest'ultimo e dallo stesso Jackson. Il filmato è ricco di riferimenti al cinema horror e di serie B e vede protagonisti Jackson e una giovane donna interpretata da Ola Ray. Nel video Jackson si trasforma in uno zombi e si mette a ballare con altri morti viventi.
Il sesto album di Jackson Thriller fu pubblicato il novembre del 1982 e rimase per diversi mesi in cima alla classifica Billboard 200 grazie alla presenza dei singoli Billie Jean e Beat It, entrambi promossi da due celebri videoclip. Nel luglio del 1983, dopo che Thriller fu spodestato dalla vetta della classifica, il manager di Jackson Frank DiLeo propose di girare un video musicale anche per il brano omonimo. Jackson assunse Landis dopo aver visto il suo film del 1981 Un lupo mannaro americano a Londra. Il cortometraggio di Thriller costò 500.000 dollari, la più alta cifra mai spesa fino ad allora per un video musicale. La pellicola venne girata a Los Angeles in soli cinque giorni.
Michael Jackson's Thriller venne lanciato con grande anticipazione e trasmesso costantemente su MTV, e fu il primo videoclip trasmesso nei cinema. Il singolo fece raddoppiare le vendite di Thriller, contribuendo a renderlo l'album più venduto della storia. Michael Jackson's Thriller viene considerato uno dei video musicali più celebri e influenti della storia: si ritiene infatti che abbia trasformato i video musicali in un'espressione artistica, che abbia abbattuto le barriere razziali nell'intrattenimento popolare e portato alla notorietà il format del documentario. Il successo del corto rese Jackson un punto di riferimento della cultura pop globale.
Alcuni elementi distintivi di Michael Jackson's Thriller, come la danza degli zombi e la giacca rossa in pelle indossata da Jackson nel videoclip, sono stati citati in altre opere. Nel 2009 divenne il primo video musicale entrato a far parte del National Film Registry della Biblioteca del Congresso in quanto ritenuto «significativo per motivi artistici, storici o estetici».

## Trama

Immagine vettoriale di Michael Jackson in versione zombi

Negli anni cinquanta, Michael Jackson e una giovane donna (Ola Ray) viaggiano in macchina, ma, rimasti senza benzina, sono costretti a fermarsi. Jackson le chiede se vuole diventare la sua ragazza e lei accetta. Dopo averle detto che «non è come gli altri ragazzi», Jackson si trasforma in un gatto mannaro e la attacca.
Nel presente, Jackson e la sua compagna stanno guardando il film sul gatto mannaro in un cinema. Dal momento che la ragazza è impaurita dalla pellicola, i due se ne vanno. Mentre camminano, Jackson la prende in giro cantando Thriller. Quando i due passano accanto a un cimitero, vengono raggiunti da un gruppo di zombi. Dopo essere diventato egli stesso un morto vivente, il cantante inizia a ballare con loro. Quando intona il ritornello, Jackson torna ad avere momentaneamente delle sembianze normali.
Jackson e gli altri zombi inseguono la ragazza in una casa abbandonata. Lei si sveglia di soprassalto e si rende conto che si è trattato di un incubo. Il cantante la abbraccia e le dice che la accompagnerà a casa. Al termine del video, lui si gira verso la telecamera e sorride mostrando gli occhi gialli che aveva quando era diventato un gatto mannaro.

## Antefatti

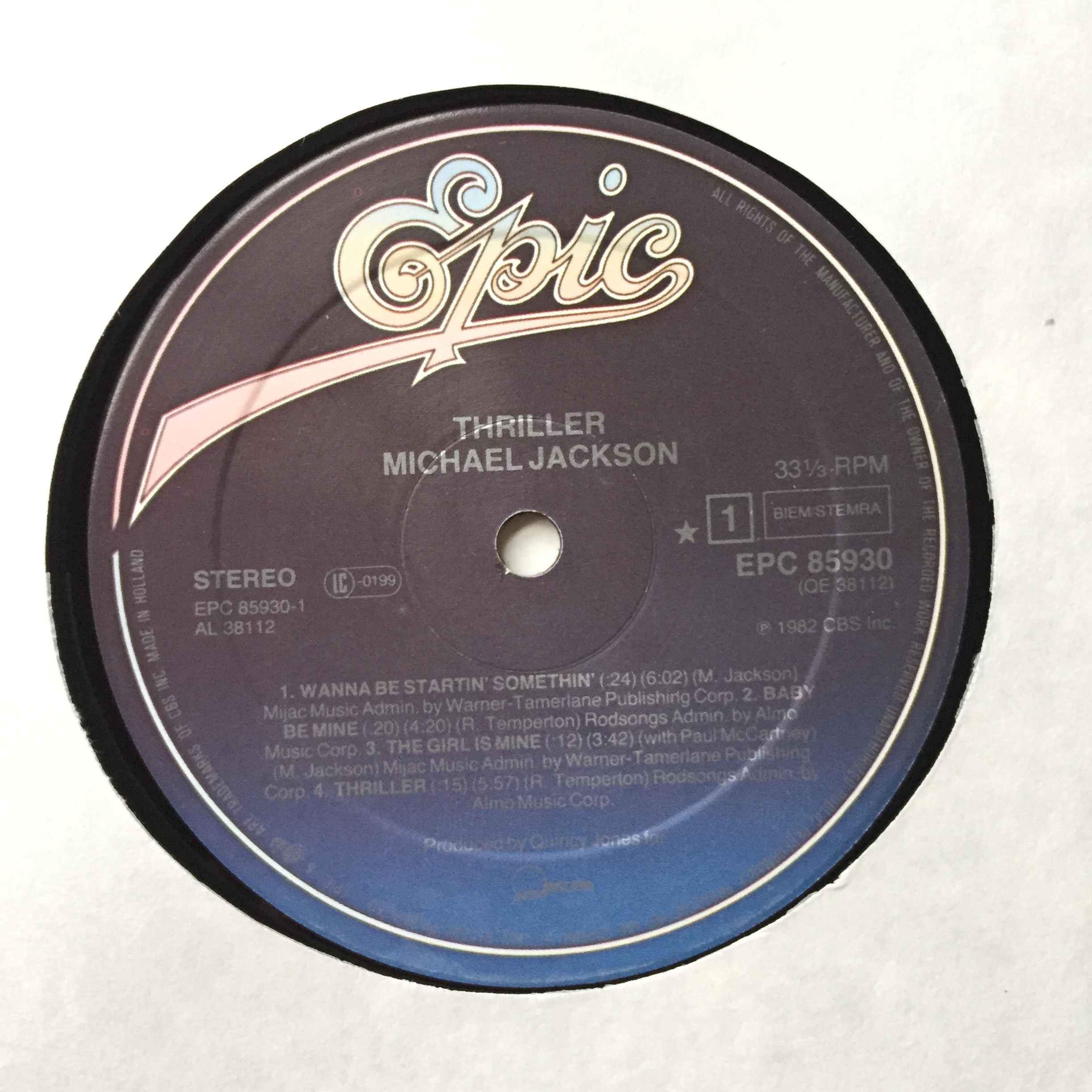
L'LP di Thriller

L'album Thriller fu pubblicato il 30 novembre del 1982 dalla Epic Records e rimase per mesi in cima alla Billboard 200. Prima ancora dell'uscita di Thriller, i due video dei singoli Billie Jean e Beat It contribuirono al successo dell'album, innalzarono gli standard creativi nell'ambito dei video musicali e diedero credibilità al mezzo cinematografico come strumento per promuovere musicisti.
Thriller cessò di essere in vetta alle classifiche quando, nel giugno del 1983, venne spodestato dalla colonna sonora di Flashdance. Tornò alla posizione numero uno il mese seguente prima di venire rimpiazzato da Synchronicity dei Police. Jackson esortò i dirigenti della Epic Walter Yetnikoff e Larry Stessel ad aiutarlo a trovare un modo per fare in modo che l'album tornasse alla posizione numero uno.
Inizialmente, la traccia Thriller, che si ispira al mondo dell'orrore, non doveva venire pubblicata come singolo. La Epic, sapendo degli ottimi risultati commerciali dell'album, sosteneva che non aveva bisogno di ulteriori video per promuoverlo. Non veniva data molta importanza al brano: l'etichetta la bollava come una novelty mentre Yetnikoff si chiedeva «chi mai avrebbe voluto un singolo che parla di mostri». Il manager di Jackson Frank DiLeo gli suggerì di realizzare un video musicale promozionale per accompagnare Thriller in cui l'artista avrebbe dovuto ballare, cantare e diventare spaventoso. Stando a Vanity Fair, il modo di intendere la fantasia di Jackson era «qualcosa di disneyana memoria dove le persone sono gentili e i bambini al sicuro», motivo per cui il video non sarebbe stato davvero spaventevole, quanto piuttosto comico e bizzarro.
«Dopo The Blues Brothers volevo fare un bel numero musicale con ballerini veri e filmarlo come si deve. E ho provato a sfruttare la fama di Michael per reinventare il formato del cortometraggio. Ecco perché (Thriller) dura quattordici minuti (...) quanto un corto di Stanlio e Ollio o un cartone di Bugs Bunny.»

— John Landis
All'inizio di agosto, dopo aver visto e apprezzato il film di John Landis Un lupo mannaro americano a Londra (1981) mentre si trovava nella capitale britannica, Jackson contattò nottetempo il regista per fargli dirigere il filmato e gli disse di «volersi trasformare in un mostro». Sebbene, all'epoca, i registi specializzati in film commerciali non dirigessero i videoclip, Landis decise di realizzare un corto per accompagnare la canzone di Thriller che avrebbe dovuto avere una trama e delle atmosfere sulla falsariga del proprio lungometraggio. Stando alle sue intenzioni, il film si doveva discostare dal formato del tradizionale video musicale di pochi minuti per abbracciare il genere teatrale. Landis voleva anche che il filmato di Thriller spronasse altri registi a realizzare video e corti migliori; sua intenzione era anche quella di sfruttare la notorietà del cantante per rilanciare i corti teatrali. Nell'autobiografia Moonwalk, Jackson dichiara di aver voluto creare «qualcosa che ti incollasse al set, qualcosa che avresti voluto guardare ancora e ancora.» Aspirava infatti a diventare «un pioniere in questo mezzo relativamente nuovo e realizzare i migliori cortometraggi che si potessero fare».

## Cast
Landis dichiarò che seguire Jackson nel corso delle riprese fu «come avere a che fare con un brillante bambino di 10 anni». Riteneva che l'artista fosse «emotivamente danneggiato (...) Nonostante fosse stato vittima di ingiustizie, con me si sentiva spesso a suo agio. Ha lavorato molto duramente. Era piuttosto infantile.»
Il video di Thriller è stato il primo in cui Jackson ha interagito con una donna. Secondo Landis, questo avrebbe segnato una "svolta decisiva" nella carriera del cantante. La parte della fidanzata di Jackson fu offerta a Jennifer Beals, che però rifiutò. Prima che tale ruolo fosse assegnato a Ola Ray, Landis ignorava che lei avesse posato nuda per la rivista Playboy, il che rese Jackson inizialmente riluttante all'idea di farla recitare. Dopo avergli assicurato che Ray era una "brava ragazza", Landis incoraggiò i due a improvvisare durante le riprese e a far emergere il lato "sexy" e "virile" del cantante affinché piacesse al pubblico femminile e per far sapere ai suoi fan che era maturato. Il regista asserì che Ray venne scelta in quanto aveva un "bellissimo sorriso" ed era "pazza di Michael". Il gossip dell'epoca voleva che tra Jackson e Ray vi fosse un interesse sentimentale reciproco, aspetto però smentito dal cantante, al quale "piaceva molto" l'attrice Brooke Shields.

## Produzione

### Sviluppo

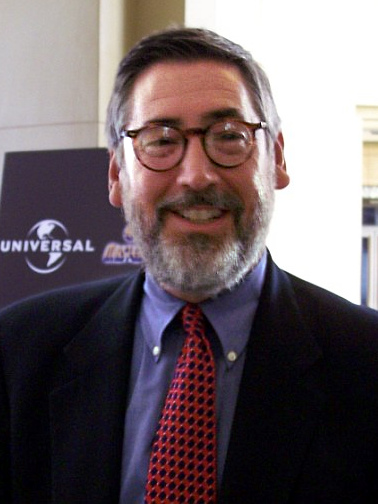
John Landis nel 2006

In un primo momento la Epic mostrava scarso interesse nel progetto e riteneva che il lancio del singolo Thriller e del relativo video non avrebbe contribuito a far svettare le vendite dell'album. Proprio per tale ragione si dichiarò disposta a versare soltanto 100.000 dollari. Stando a diversi resoconti, il cortometraggio sarebbe costato tra gli 800.000 dollari e gli 1,1 milioni di dollari. Secondo Landis furono invece versati 500.000 dollari per realizzare il filmato; quando telefonò a Yetnikoff per proporgli il film e informarlo dei costi, che erano inizialmente pari a 900.000 dollari statunitensi, quest'ultimo si rifiutò e iniziò a imprecare: urlò così forte che il cineasta fu costretto ad allontanare la cornetta dall'orecchio. Proprio per tali ragioni, si decise di ridimensionare i costi del film a 500.000 dollari, una cifra comunque molto più alta rispetto a quella richiesta per realizzare un normale videoclip, che si aggirava in media sui 30.000 dollari. Si tentò anche di far finanziare il progetto ad alcune reti televisive come la CBS, ma queste ritenevano che, essendo uscita l'anno prima, la canzone Thriller fosse ormai "superata". Nonostante queste premesse poco incoraggianti, l'artista voleva realizzare il filmato e minacciò di autoprodurlo.
Per finanziare il film si decise, su consiglio del produttore di Landis George Folsey Jr., di accompagnarlo a un documentario sui suoi retroscena (Making Michael Jackson's Thriller) per venderlo in anteprima alle emittenti televisive Showtime e MTV come pacchetto di un'ora.
MTV, che non finanziava gli artisti di cui trasmetteva i filmati (ma otteneva gli introiti da parte delle case discografiche) accettò in quanto il network televisivo della Paramount Global era disposto a pagare metà del budget e perché, a suo dire, stava finanziando non un videoclip bensì un film. MTV versò 250.000 dollari per i diritti esclusivi di trasmissione del documentario, mentre Showtime pagò 300.000 dollari per i diritti di quelli via cavo. Jackson coprì invece i costi aggiuntivi per i quali sarebbe stato rimborsato. La Vestron Music Video si offrì intanto di distribuire il documentario Making Michael Jackson's Thriller su VHS e Betamax; ciò rappresentò una novità in quanto, all'epoca, la maggior parte delle videocassette venivano vendute ai negozi di noleggio piuttosto che direttamente agli spettatori.
La Vestron versò altri 500.000 dollari per commercializzare le videocassette. Nel frattempo, Landis e il suo produttore George Folsey Jr. raggiunsero un accordo con i Walt Disney Studios per proiettare il cortometraggio in alcune sale di Los Angeles.

### Sceneggiatura
Michael Jackson's Thriller trae ispirazione dal genere horror, mentre la prima parte del filmato richiama il cinema di serie B degli anni cinquanta. La scena in cui Jackson, da "ragazzo della porta accanto", si tramuta in un gatto mannaro, è una metafora della sfera sessuale maschile, di natura bestiale, predatrice e aggressiva. Il critico Kobena Mercer ha messo a confronto la versione mostruosa di Jackson con il lupo mannaro di In compagnia dei lupi (1984). La trasformazione di Jackson in un mostro simboleggia la pubertà. Come sottolinea Landis, durante l'adolescenza «i giovani iniziano a crescere in luoghi inaspettati» e alcune parti del loro corpo cambiano. «Tutti sperimentano queste trasformazioni fisiche nei loro corpi, così come quei pensieri sessuali di cui prima ignoravano l'esistenza.»
La sequenza della danza degli zombi richiama il testo della canzone, che cita un ballo in maschera dei morti (Creature della notte chiamano. E i morti iniziano a camminare nella loro messa in scena.) Quando Jackson si trasforma in uno zombi la sua carnagione pallida e spettrale enfatizza il contorno del suo cranio e sarebbe un riferimento alla maschera indossata dall'antagonista del film Il fantasma dell'Opera (1925). Secondo Peter Dendle, la sequenza dell'irruzione degli zombi nella casa sarebbe ispirata a La notte dei morti viventi (1968). Dendle sostiene che il video riesce a trasmettere i sentimenti di claustrofobia e impotenza propri dei film sugli zombi. Mercer sostiene che i personaggi esistono a livello metatestuale. Ola Ray è consapevole della tragica fine della sua controparte, ma è ignara del fatto che si tratta solo di un film ed è una metafora dello spettatore del video. La dimensione in cui vive questo personaggio è messa in discussione alla fine del video, quando Jackson mostra gli occhi gialli che aveva dopo essersi trasformato in un gatto mostruoso. Mercer ritiene che la scelta di non far apparire nel cortometraggio Vincent Price, la voce narrante di Thriller, fosse un espediente per richiamare l'«autoparodia horror e semi-comica» che era diventato nell'immaginario comune.

### Riprese

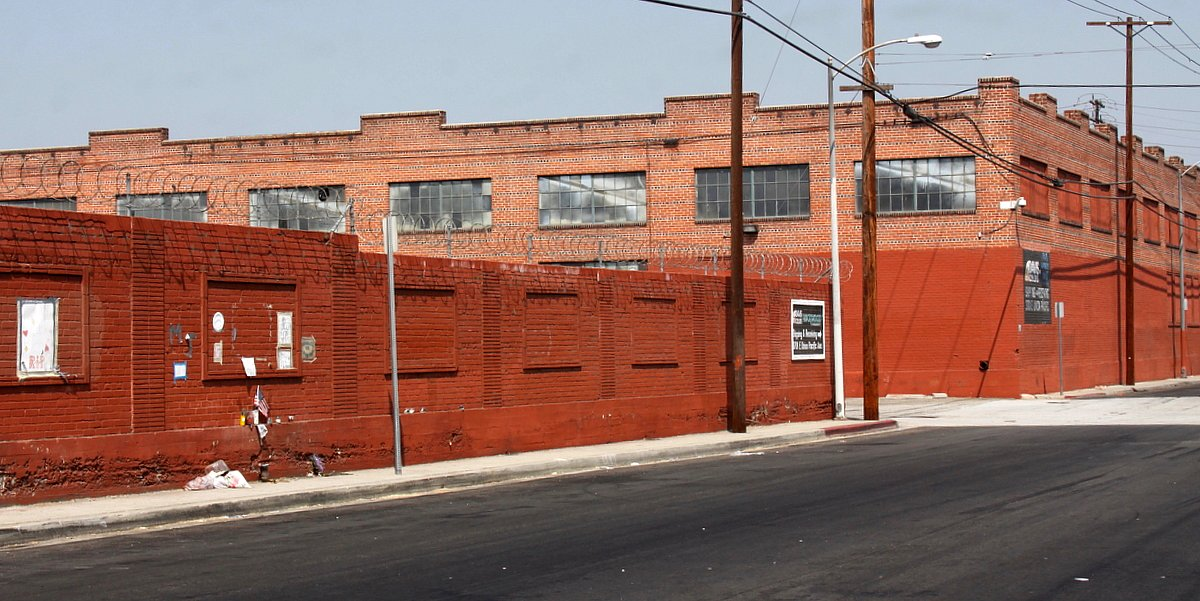
L'incrocio di Union Pacific Avenue in cui venne filmata la sequenza della danza degli zombi

Thriller venne girato in pellicola 35 mm  in soli cinque giorni, durante il mese di ottobre del 1983, in più aree di Los Angeles.
Il cinema dove i due protagonisti guardano il film è il Palace Theatre di Downtown, il cimitero venne allestito presso un impianto di confezionamento carni collocato in una zona contesa tra polizia e gang giovanili, la danza degli zombi venne girata presso l'incrocio tra Union Pacific Avenue e South Calzona Street, a East Los Angeles, mentre la villa in cui la ragazza viene inseguita da Jackson e i morti viventi si trova al numero 1345 di Carroll Avenue, nel quartiere di Angelino Heights. Le due locandine dei film Slok (1973) e La maschera di cera (1953) appese nel cinema sono due omaggi a Landis e Vincent Price (che recita il famoso monologo di Thriller). L'automobile che Jackson guida all'inizio del filmato è una Chevrolet Chevy bianca.
Il direttore della fotografia che lavorò a Thriller è Robert Paynter, che aveva precedentemente collaborato con Landis a Una poltrona per due. La danza degli zombi venne coreografata da Jackson e Michael Peters, che aveva anche lavorato al video di Beat It. Quest'ultimo riteneva che l'artista fosse "nato per ballare" ed era fiducioso delle capacità dei suoi collaboratori. Per evitare che le movenze degli zombi cadessero involontariamente nel grottesco, Peters creò una coreografia essenziale. Mentre lavoravano alla coreografia, Jackson e Peters si incontravano in una stanza dove facevano delle smorfie davanti allo specchio. A volte, il cantante si presentava alle prove con un trucco mostruoso sul viso. Stando a Jackson, i due si ispirarono alla danza jazz e ai balletti cercando di essere "raccapriccianti".
I ventidue ballerini professionisti che impersonano gli zombi, compresi i quattro che fanno popping, vennero selezionati da Peters. Le prove si tennero nello studio di danza dell'attrice Debbie Reynolds, a nord di Hollywood, e durarono dieci giorni. Nel suo libro Thriller: The Musical Life of Michael Jackson (2010), Nelson George afferma che, prendendo a modello la caratteristica camminata zoppicante e barcollante degli zombi, in particolar modo quelli di L'alba dei morti viventi, Peters avrebbe creato una danza dove Jackson e gli altri ballerini «roteano curvando la schiena, muovono la testa in modo repentino e fanno passi fluidi e aggraziati nonostante la loro goffaggine.» Sostiene inoltre che questa sequenza sia "piuttosto camp". L'assistente alla coreografia Vincent Peters sostenne che Michael Peters fosse stato abile nel rendere l'idea delle movenze degli zombi: «La sua coreografia denotava ritmi eclettici e senso dell'umorismo. Mostrava chiaramente le sue ampie vedute nel mondo della danza.»
Al fine di dirigere il film nel massimo riserbo, gli addetti ai lavori dovettero firmare un contratto di riservatezza. Vennero anche stampate delle mappe nelle quali venivano riportate informazioni false circa i luoghi delle riprese in modo che i giornalisti non scovassero i posti reali in cui esse avvenivano. In una circostanza, giunse nelle vicinanze del set una folla di fan del cantante, ma questa rimase bloccata dietro una barriera sorvegliata dagli assistenti di Landis. Nel corso delle riprese si presentarono, oltre a celebrità quali Marlon Brando, Fred Astaire, Rock Hudson e Jacqueline Kennedy Onassis, i genitori del cantante Joseph e Katherine Jackson. Stando a Landis, Michael voleva che suo padre se ne andasse. Quando quest'ultimo si rifiutò, venne allontanato dalla polizia. Joe Jackson smentì questa versione dei fatti.
Secondo il cameraman Brian Greenberg, la realizzazione di Michael Jackson's Thriller fu molto più ambiziosa rispetto a quella del video di Beat It perché venne girata «come i vecchi film di Hollywood» dal momento che esso presentava un'introduzione, una parte centrale e un finale.

#### Trucchi e costumi di scena

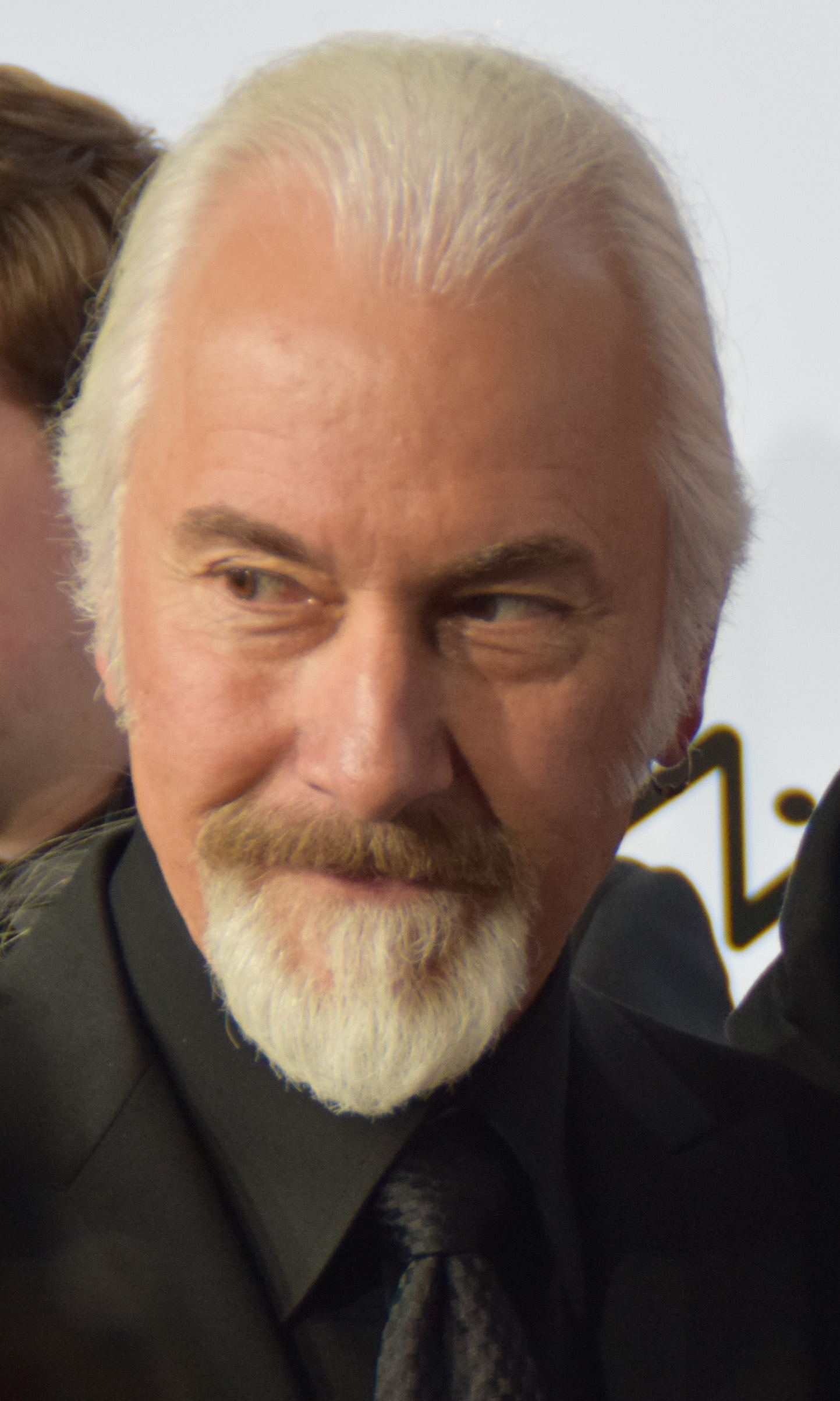
Rick Baker nel 2015

Il cantante voleva trasformarsi in una bestia a quattro zampe similmente al protagonista di Un lupo mannaro americano a Londra. Si decise però di optare per un mostro che cammina su due gambe in modo che fosse per lui più facile muoversi qualora gli fosse stato chiesto di ballare. Landis voleva trasformare Jackson in un lupo mannaro spaventoso e inquietante come quello di I Was a Teenage Werewolf (1957), senza però renderlo brutto o sgradevole. Il truccatore del video Rick Baker mostrò alcuni libri illustrati con immagini di mostri a Jackson, rendendosi conto che l'artista non aveva visto molti film dell'orrore. Decise poi di trasformarlo in un gatto mannaro perché riteneva che gli si addicesse un mostro dalle sembianze feline e in quanto, avendo già lavorato con Landis a Un lupo mannaro americano a Londra, non se la sentiva di ricreare un lupo antropomorfo. Inizialmente volle che l'artista somigliasse a una pantera, ma in seguito fece indossare a Jackson una criniera particolarmente folta e grandi orecchie finte. Secondo Landis Michael Jackson's Thriller coinvolse il più grande numero di truccatori della storia del cinema, pari a quaranta. Le fasi di truccatura, che vennero riprese in pellicola 16 millimetri e si possono vedere in Making Michael Jackson's Thriller, compresero la realizzazione di un calco in gesso del volto del cantante; nel documentario lo si vede mentre è intento a indossare lenti a contatto gialle, denti finti, protesi in lattice e parrucche sintetiche. Secondo Baker, lavorare a Michael Jackson's Thriller fu come impersonare un dentista: «(gli attori) devono stare seduti fermi su una sedia per ore mentre lavori su di loro. Deve essere stato piuttosto spiacevole.» Nonostante questo, venne a conoscenza del fatto che il cantante, reduce dal film I'm Magic (1978), era abituato a sottoporsi a lunghe ore di trucco. Dato che aveva soltanto tre giorni di tempo prima di incontrare i coreografi, realizzò un trucco da gatto mostruoso a suo dire "piuttosto semplice" per concentrarsi sull'apparenza del cantante quando si trasforma in un morto vivente. Durante la realizzazione del video, venti artisti si occuparono di caratterizzare Jackson e l'orda di non morti; alcuni di loro, tra cui lo stesso Baker, impersonarono gli zombi.
Gli abiti di scena vennero creati dalla moglie di Landis Deborah Nadoolman, anche costumista di I predatori dell'arca perduta (1981). Per conferirgli un aspetto più mascolino e robusto, farlo sembrare più alto e permettergli di risaltare tra gli zombi, gli fece indossare un completo rosso in pelle da lei giudicato "alla moda" e casual con spalline. Secondo qualcuno, l'abito mette in risalto l'artista come se fosse un costume da supereroe. Le strisce in pelle di nappa nere della famosa giacca, realizzata in una conceria di Solofra, abbozzano una lettera "M", iniziale di "Michael Jackson". e un'ipotetica "V" che è un possibile riferimento allo scaglione dell'araldica, un simbolo del diavolo. Nadoolman dichiarò che, ispirandosi a Fred Astaire, Jackson indossò delle scarpe basse per far risaltare le sue calze bianche. Ola Ray è vestita di blu brillante, con una giacca leopardata e pantaloni che le arrivano ai polpacci, mentre le vesti logore degli zombi erano abiti di seconda mano selezionati dalla co-designer Kelly Kimball e poi strappati e rovinati durante la lavorazione del film.

### Post-produzione
Dopo aver terminato le riprese, Landis e Folsey trascorsero diverse notti a montare il film agli Universal Studios in presenza di Jackson. Nel filmato non si sentono i suoni delle riprese originali, eccezion fatta per alcuni dialoghi e un mix esteso della canzone Thriller. Il suono dei passi di Jackson e dei non morti che si sentono durante la danza sono in realtà quelli di alcuni ballerini registrati dal tecnico del suono Mike Wilhoit in uno studio di registrazione. Per dare agli zombi una parvenza più inquietante, le loro voci vennero modificate, rallentate o invertite. Oltre la canzone di Jackson, nel video si possono sentire le musiche di Elmer Bernstein.

## Distribuzione
Il 14 novembre 1983 Michael Jackson's Thriller fu proiettato in anteprima privatamente al Crest Theatre di Los Angeles. Erano presenti celebrità tra cui Diana Ross, Warren Beatty, Prince e Eddie Murphy. Benché Jackson fosse presente e Ray lo avesse invitato a unirsi agli altri, egli preferì assistere alla trasmissione del film nella cabina di proiezione. I presenti, in modo particolare Murphy (che gridò «Fateci vedere di nuovo questa maledetta cosa!»), apprezzarono la pellicola al punto che, su loro richiesta, venne trasmessa una seconda volta.
Michael Jackson's Thriller venne mandato in onda su MTV il mese seguente, il 2 dicembre 1983, insieme al relativo documentario. Al termine di ogni trasmissione, l'emittente dichiarava quando il video sarebbe stato nuovamente trasmesso. Il filmato veniva mandato in onda dalle tre alle cinque volte al giorno (due volte all'ora secondo il Los Angeles Times) e ogni volta che ciò accadeva registrava indici di ascolto dieci volte superiori alla norma. Showtime trasmise il video sei volte il febbraio del 1984. Nel giro di pochi mesi, il documentario del film vendette un milione di copie, diventando così l'home video più venduta fino ad allora.
Quello di Thriller fu il primo videoclip trasmesso nei cinema. Per poterlo candidare agli Oscar, Landis fece riprodurre il video prima della messa in onda di Fantasia (1940) in un solo cinema di Los Angeles. Tale tentativo si rivelò però infruttuoso.

### Riedizione in 3D
Nel 2017 è uscito il videoclip di John Landis restaurato in 3D (Michael Jackson's Thriller 3D), presentato alla settantaquattresima edizione della Mostra del Cinema di Venezia assieme a una versione migliorata del documentario Making of Michael Jackson's Thriller. È stato proiettato anche al Toronto International Film Festival, seguito da una première americana al Grauman's Chinese Theatre. È stato rimasterizzato in IMAX 3D per una riedizione limitata nel 2018, precedendo le proiezioni di Il mistero della casa del tempo in Nord America per la prima settimana. Stando a quanto ha dichiarato Landis sul perché della sua scelta di lanciare una nuova versione del documentario:

### Riedizione in 4K
Nel 2022, in occasione del quarantesimo anniversario dell'album Thriller, è stata pubblicata su YouTube e l'Internet Archive una versione in 4K del video. Lo status giuridico dell'operazione è sconosciuto.

## Accoglienza

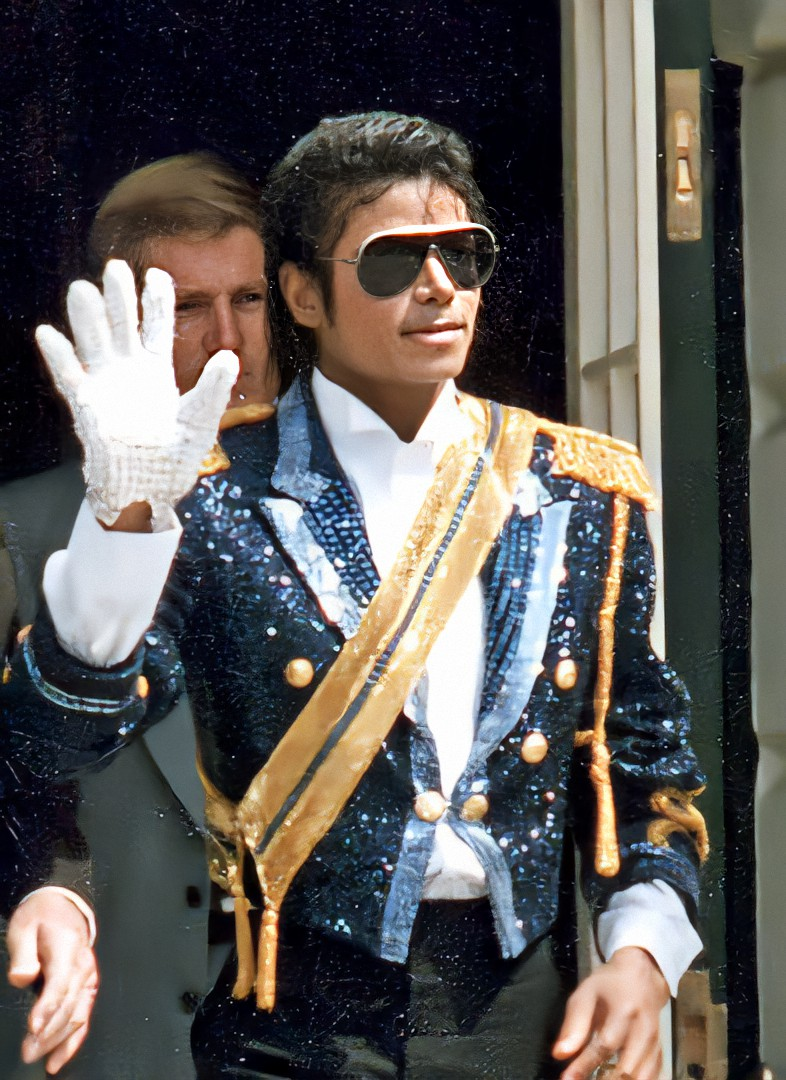
Michael Jackson nel 1984

All'uscita il filmato venne acclamato da critica e pubblico anche al di là della dimensione musicale di partenza. Quello di Thriller sarebbe il miglior videoclip di sempre secondo varie classifiche, sondaggi e giudizi di esperti. Stando a Maurizio Ermisino di Wired, «Thriller di Michael Jackson è molto più di un videoclip: un horror, un video d'autore, un vero e proprio film di 14 minuti, con effetti speciali degni del miglior cinema di serie A del momento.» Lo storico della musica Joe Vogel sostiene che «Thriller è il Citizen Kane dei cortometraggi». Gil Kaufman di MTV definì il video "iconico" e ritiene che fosse una delle più importanti eredità di Jackson. In un sondaggio condotto su Myspace nel 2010 a cui parteciparono oltre mille utenti, venne considerato il video musicale più influente. Michael Jackson's Thriller venne nominato il "più grande video" da MTV nel 1999 così come da VH1 e Time nel 2001. Quando VH1 lo annoverò come il miglior video musicale di tutti i tempi nel 2001, Vinny Marino di ABC News ritenne che tale esito fosse "scontato" poiché «è ancora considerato il miglior video di sempre da quasi tutti (...) pur trattandosi di un cortometraggio». Gil Kaufman di MTV lo definì "iconico", "pionieristico" e uno dei «lasciti più duraturi di Jackson (dal momento che) si tratta del mini-film che ha rivoluzionato i video musicali» consolidando la fama di Jackson. Secondo Billboard, in seguito all'uscita di Thriller, le première di quasi tutti i video di Jackson divennero degli eventi; la rivista ritiene che, in tal senso, due aspetti fondamentali furono fondamentali la sua durata di quattordici minuti e i cameo di celebrità come Vincent Price. Secondo quanto dichiarò Rolling Stone nel 2014, il lancio di Thriller rappresentò il momento più importante da quando i Beatles si esibirono all'Ed Sullivan Show. La rivista lo considerò il miglior video della carriera solista di Jackson. Per Michiko Kakutani del New York Times, il cantante realizzava dei "musical in miniatura" che erano "la vetrina perfetta per il suo talento".
Secondo Anthony Violanti «la trama di Thriller è banale e prevedibile e la performance di Jackson è appena passabile. Quando canta e balla, riesce però a trasformare da solo l'intera produzione in una speciale espressione artistica.» Tom Shales del Washington Post lo definì "deludente come film", ma "una delizia" se lo si considera un "artefatto jacksoniano". Secondo lui, «l'aspetto più deludente del video è che (Jackson) cade vittima dei concetti banali del regista John Landis, il cui obiettivo sembra essere quello di riciclare materiale obsoleto dal suo Un lupo mannaro americano a Londra.»
Stando al giornalista Ken Tucker, «Landis sembra essersi così impegnato a supervisionare gli effetti speciali che non si è preoccupato di inventare uno stile visivo originale». John Rockwell del New York Times lo considerò poco elegante e spaventoso. Jeff Guinn del Fort Worth Star-Telegram lo definì "un momento di genio" che è "più di un semplice video rock", capace di scioccare e far ridere più di altri lungometraggi. La rivista Time lo classificò come uno dei venti migliori video musicali del 1983 insieme a quelli di Billie Jean e Beat It e definì Jackson il "più giovane maestro del soul". Gino Castaldo ed Ernesto Assante considerano i video di Billie Jean, Beat It e Thriller dei capolavori che «esaltano le doti di ballerino di Jackson, i suoi passi fantasiosi, innovativi, assolutamente personali».
Durante gli MTV Video Music Awards 1984, Thriller vinse i premi nelle categorie Viewer's Choice, Best Overall Performance e Best Choreography e venne nominato nelle categorie Best Concept Video, Best Male Video e Video of the Year.
Michael Jackson's Thriller è l'unico video entrato a far parte della National Film Registry dalla Library of Congress. La Biblioteca lo considerò "il video musicale più famoso di tutti i tempi". Il coordinatore del National Film Preservation Board, Steve Legett, dichiarò che il video era già stato considerato un valido candidato per entrare negli archivi della Library of Congress, ma si prese questa decisione soltanto nel 2009, in seguito alla morte del cantante.
Stando a Landis, il successo del filmato sorprese tutti, ad eccezione dello stesso cantante.
Al 2024 il video, caricato sulla pagina YouTube ufficiale dell'artista, ha superato il miliardo di visualizzazioni, diventando il quarto video di Jackson ad ottenere questo risultato.

## Riconoscimenti
- 1984 – MTV Video Music Awards
  - Migliore performance in un video
  - Migliore coreografia (Michael Peters)
  - Viewer's Choice
  - Candidatura per il Best Concept Video
  - Candidatura per il Best Male Video
  - Candidatura per il miglior video dell'anno
- 1999 – Miglior video di tutti i tempi secondo MTV

## Influenza culturale

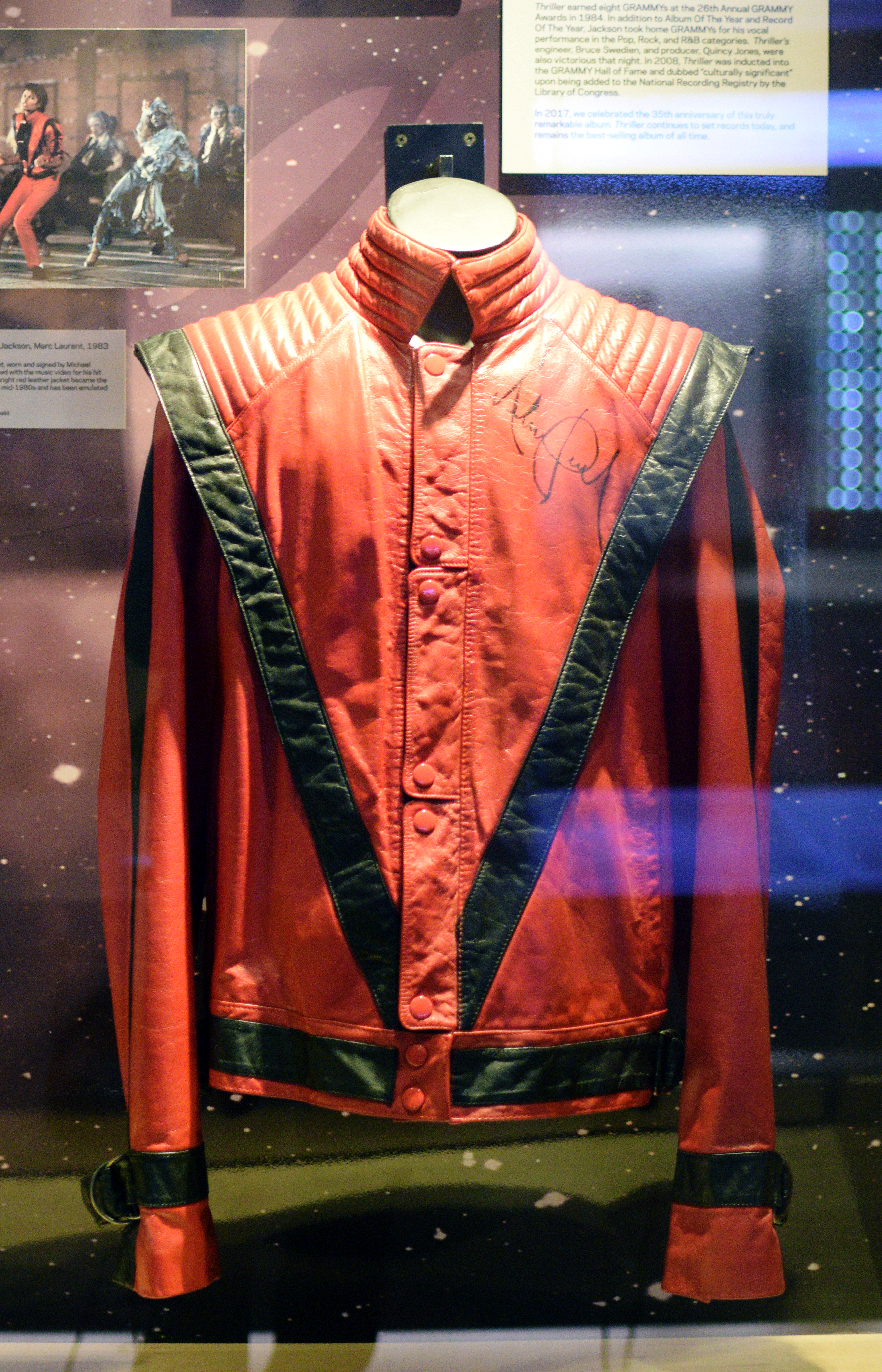
La giacca indossata da Jackson nel video

### Nell'industria musicale
Oltre a rendere Jackson un simbolo della cultura pop e fargli guadagnare l'appellativo di "re del pop", il video di Thriller esercitò un grande impatto nella cultura di massa. Fu il primo video del suo genere ad avere una trama e una fotografia oltre che essere, assieme ai filmati di Billie Jean e Beat It, una delle prime e massime espressioni della videomusica, ovvero tutta quella musica che sfrutta il mezzo visivo come parte imprescindibile di essa. Venne emulato da numerosi altri videomaker, rese MTV una delle principali forze culturali, aprì le porte dell'industria musicale agli artisti neri e ai video R&B, rivoluzionò il modo di produrre video musicali, rese quella dei videoclip un'espressione artistica a tutti gli effetti, popolarizzò il formato del documentario e spronò il noleggio e la vendita dei VHS. Stando al regista di video musicali Brian Grant, Thriller avrebbe trasformato i video musicali in una «vera e propria industria». Nina Blackwood, ex VJ di MTV, sostenne che Thriller contribuì a migliorare la qualità dei videoclip, rendendo la loro trama e coreografia più elaborate. A suo dire, i filmati musicali usciti prima del corto di Landis sono "davvero brutti". Secondo Tom Shales, Michael Jackson's Thriller elevò i video musicali a "un nuovo livello di avventurismo e rispettabilità" essendo forse "il cortometraggio più atteso e più discusso mai realizzato" dai tempi di The Great Train Robbery (1903). Anthony Violanti affermò anche che Jackson stava "guidando la rivoluzione" che avrebbe trasformato la musica rock in un mezzo visivo, il che sarebbe "ironico considerando i problemi che gli artisti neri avevano su MTV quando iniziò a essere trasmesso questo canale musicale". Secondo quanto riporta Roberto Barbolini nel suo Il riso di Melmoth: metamorfosi dell'immaginario dal sublime a Pinocchio: «Oggi, basta accendere il televisore e sintonizzarsi su un programma qualsiasi di videomusic, per entrare in un incubo ben ritmato. A partire dal celebre Thriller girato da John Landis per Michael Jackson (...) è tutto un pullulare di case stregate, fantasmi e mostri che s'agitano a tempo di rock. Variopinta libellula in volo sullo stagno della Precarietà, la rock-star aspira ad arruolarsi sotto infernali insegne araldiche: come fa David Bowie, vampirizzato da Catherine Deneuve, nel film di Tony Scott Miriam si sveglia a mezzanotte.»
In vista della possibile nomination all'Oscar di Michael Jackson's Thriller, Michael London del Los Angeles Times ritenne che, pur trattandosi di un videoclip, sconfinasse nel formato del cortometraggio. La regista Tamar Simon Hoffs dichiarò di aver pensato «Wow, i grandi stanno finalmente realizzando cortometraggi» quando vide la pubblicità di Thriller. Nel frattempo, Shelley Levinson (un membro del comitato di selezione dei cortometraggi dell'Academy of Motion Picture Arts and Sciences) affermò che nel formato del videoclip, nel 1983, venivano fatte alcune delle cose più creative. Un portavoce del canale HBO non è d'accordo: «Lo chiamano "cortometraggio" quando in realtà è solo un video lungo.»
Il bassista dei Duran Duran John Taylor dichiarò che gli artisti americani, ispirandosi a quelli di Jackson, si sarebbero accorti delle potenzialità dei videoclip, che da allora sarebbero diventati più costosi.
Similmente, Slant Magazine dichiarò, che prima del lancio di Thriller, i video musicali erano «meri strumenti di marketing senza alcuna valenza artistica. Nessuno di quelli aveva una trama, dei costumi di scena e una cinematografia così elaborati.» Nel suo libro Music: A Subversive History (2019), Ted Gioia commenta che Jackson e Madonna «anticiparono le regole di ingaggio con il pubblico che hanno caratterizzato la fine del XX secolo con chiarezza profetica»; sostiene anche che il cantante avrebbe ideato «uno spettacolo di danza che si impose assieme al corto più innovativo del periodo.» Rick Baker affermò che il video divenne uno dei progetti più rinomati nella sua carriera di truccatore e creatore di effetti speciali a Hollywood.

### Nella moda
La giacca di Deborah Nadoolman indossata da Jackson in Thriller divenne uno degli abiti più famosi della metà degli anni ottanta e venne emulata più volte. La stessa Nadoolman la considerò una delle sue creazioni migliori. Stando a Il Messaggero, «(Nadoolman) rese la giacca rossa di Jackson più iconica di quella che aveva creato per Indiana Jones.» Nel 2011, una delle copie utilizzate nel video venne venduta all'asta per 1.8 milioni di dollari. Venne anche temporaneamente esposta alla Rock & Roll Hall of Fame di Austin (Texas) nel 2022. Il cantante diede l'abito ai suoi costumisti Dennis Tompkins e Michael Bush per fare sì che la utilizzassero come modello di riferimento per i suoi futuri concerti.

### Su Internet
La sequenza di Michael Jackson intento a mangiare i popcorn al cinema è stata ripresa in una gif, caricata intorno al 2007, che viene usata per comunicare un profondo interesse per una discussione scatenata da un troll. La gif ispirò altri filmati analoghi.

### Nella danza e gli eventi di aggregazione

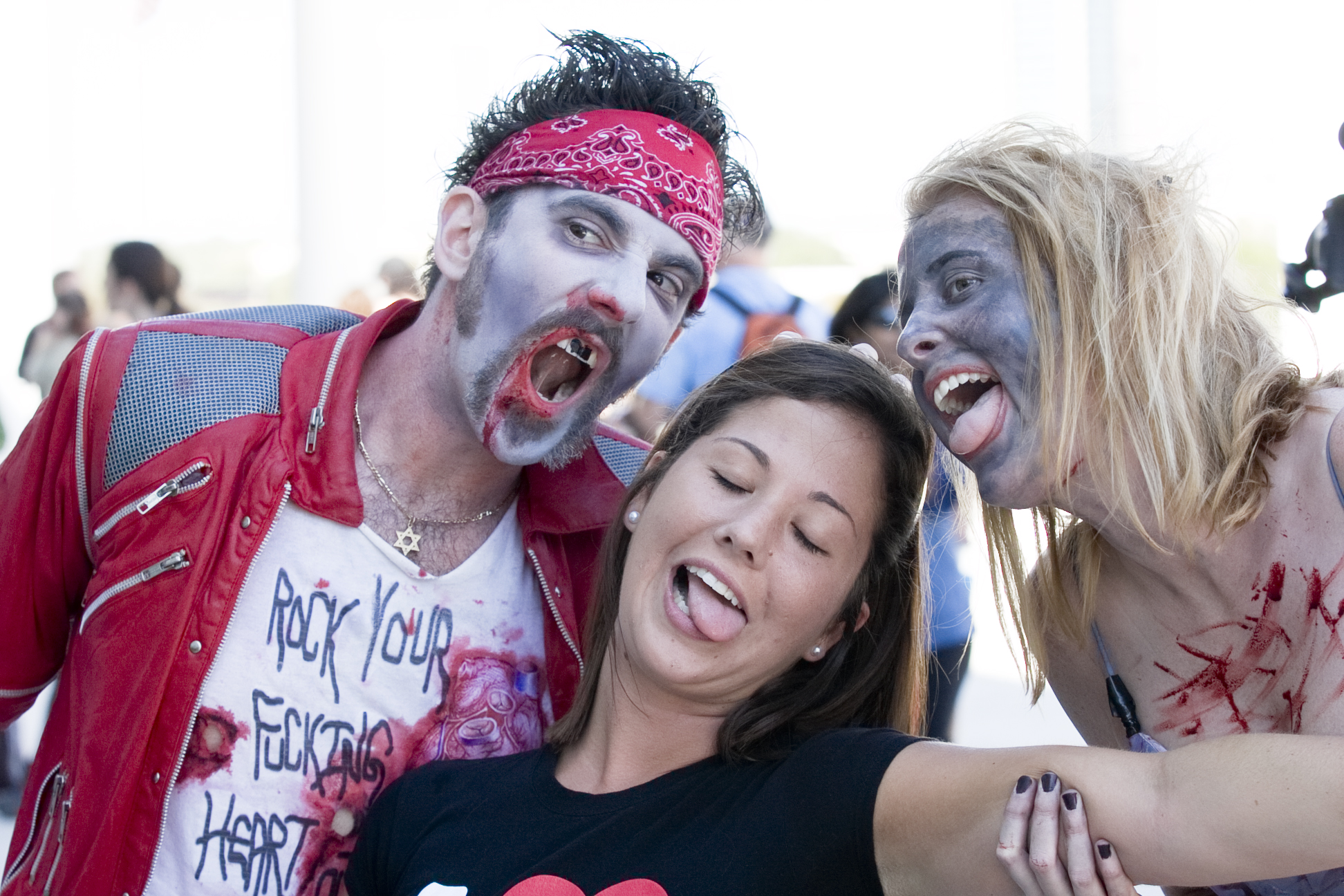
Partecipanti all'edizione di Thrill the World del 2008, a Austin

La coreografia di Thriller ispirò boy band, cantanti pop come Justin Timberlake e Beyoncé e ballerini di danza moderna e contemporanea come Deborah Colker e Akram Khan, che dichiarò di aver mosso i primi passi nella danza grazie a Michael Jackson. Ispirò anche sequenze di ballo in serie televisive e venne replicata in video amatoriali e matrimoni. Sono stati filmati gruppi di persone, anche molto numerosi, che eseguono il ballo. Il più grande flash mob dedicato a Thriller venne fatto a Città del Messico e contò un numero di partecipanti pari a 12.937 (secondo altre fonti 13.597). Nel 2010 venne caricato su YouTube un filmato in cui 1.500 prigionieri eseguono il ballo.
La canzone e il video di Thriller vengono spesso omaggiati durante le feste di Halloween tenute negli Stati Uniti; nel novembre del 2016, il presidente americano Barack Obama e la first lady Michelle ballarono la canzone assieme a un gruppo di studenti a un evento di Halloween organizzato nella Casa Bianca.
Il 6 giugno 2011 numerosi partecipanti vestiti da morti viventi eseguirono il ballo davanti al Palacio de La Moneda di Santiago del Cile in segno di protesta non violenta contro le politiche educative del governo.

#### Thrill the World
Thrill the World è un evento annuale nel corso del quale i partecipanti, che si presentano vestiti come dei morti viventi, emulano, in più parti del mondo e contemporaneamente, la nota danza del video musicale di Thriller. Nel corso dell'evento i partecipanti tentano di raggiungere il più alto numero possibile di presenze in vista di un primato mondiale.
Il primo Thrill the World risale al 29 ottobre 2006, quando un gruppo di 62 partecipanti eseguì la danza degli zombi in un centro sociale di Toronto, in Canada, detenendo così il primo record mondiale per il maggior numero di emulatori del ballo presenti in una sola locazione. Il successo dell'iniziativa spronò i suoi organizzatori a ripeterla il 27 ottobre dell'anno seguente. In quella circostanza 1.722 persone provenienti da 52 città di cinque diversi continenti ballarono Thriller all'unisono per beneficenza e per battere un nuovo record. La notorietà dell'evento si diffuse negli anni a venire in Croazia, Honduras, Nuova Zelanda, Filippine e Sierra Leone.

## Casi mediatici

### Le accuse di violenza
Il dicembre del 1984 la National Coalition on Television Violence (NCTV) passò in rassegna 200 video trasmessi su MTV e giudicò più della metà di questi, Thriller compreso, "troppo violenti". Secondo la NCTV, il video di Landis era quello "peggiore" perché presenta ventisette scene di questo tipo, compresi atti "sadici" come l'aggressione alla co-protagonista, che viene presumibilmente uccisa fuori campo. Il presidente di NCTV Thomas Radecki sosteneva che «non è difficile immaginare i giovani telespettatori dopo aver visto Thriller dire: 'Cavolo, se Michael Jackson può terrorizzare la sua ragazza perché non posso farlo anch'io?'» Saleem Handal, direttore generale della NCTV, dichiarò di essere sorpreso dal fatto che la famiglia Jackson fosse responsabile di un filmato simile e disse di voler prendere i dovuti provvedimenti affinché «si rendessero conto di ciò che stavano facendo.»

### Cause legali
Nel 2009 Landis fece causa a Jackson in una disputa sui royalties inerenti al video, dichiarando che non gli aveva pagato la metà del ricavato. Anche George Folsey Jr. lamentò di non aver ricevuto abbastanza profitti dal video. Dal momento che il cantante morì il mese di giugno di quell'anno, le accuse caddero sui suoi esecutori testamentari John Branca e John McClain. La controversia ebbe fine nel 2012, quando gli eredi del cantante dichiararono di aver guadagnato abbastanza denaro per pagare il debito di 2,4 milioni di dollari. Nel 2013 Landis asserì: «Il mio accordo era con la società di Michael e questa è stata gestita male (...) gli ho fatto causa per quattordici anni.»
Anche Ola Ray si lamentò di problemi nella riscossione delle royalty. Dopo aver dato la colpa a Jackson, si scusò con lui nel 1997. Ray cambiò nuovamente idea e fece causa a Jackson il 6 maggio 2009, meno di due mesi prima della sua morte, avvenuta il 25 giugno. Nel 2013 le vennero conferiti 75.000 dollari e il rimanente venne dato al suo avvocato.

### Le accuse dei testimoni di Geova
Alcune settimane prima della première, a Jackson, che era allora un testimone di Geova, i leader del movimento religioso dissero che il video musicale promuoveva la demonologia e che, a causa di esso, l'artista sarebbe stato disassociato, ovvero scomunicato. Preoccupato da ciò, Jackson chiamò il suo assistente, John Branca, e gli ordinò di distruggere i negativi del video. Il team di produzione decise invece di proteggerli e li rinchiuse nell'ufficio di Branca. Quest'ultimo tranquillizzò Jackson e gli propose di inserire, a inizio video, un disclaimer:

In un volume di Svegliatevi!, una rivista pubblicata dalla Società Torre di Guardia, apparve una dichiarazione di Jackson:
 La popstar dichiarò di aver bloccato la distribuzione e promozione del film laddove gli fu possibile.

## Opere correlate

### Making Michael Jackson's Thriller
Il documentario Making Michael Jackson's Thriller venne diretto da Jerry Kramer. Include riprese home video di un giovane Jackson che balla e momenti delle sue esibizioni nei programmi televisivi The Ed Sullivan Show e Motown 25: Yesterday, Today, Forever. La videocassetta di Making Michael Jackson's Thriller è la VHS musicale più venduta (9 milioni di copie).

### Progetti mai realizzati
Il mese di gennaio del 2009 Jackson vendette i diritti di Thriller alla Nederlander Organization che, assieme alla Optimum Productions, la società di proprietà del cantante, avrebbe dovuto portare in scena un musical di Broadway basato sul video. Tale spettacolo non venne mai realizzato. Nel 2010, anno in cui era prevista la prima del musical, la Nederlander, Landis e Folsey chiamarono in giudizio la Optimum sostenendo che avrebbe dovuto restituire loro il denaro investito per il progetto.
Sempre a gennaio del 2009 Michael Jackson firmò un contratto con Universal Pictures per la produzione di tre lungometraggi aventi a che fare con lui, che sarebbero stati prodotti e poi mandati in onda tra il 2009 e il 2010, uno di questi si intitolava Thriller: The Movie o Thriller: The Untold Story, e sarebbe stato un film basato sul cortometraggio oppure un documentario su di esso. Il film sarebbe dovuto uscire a dicembre 2009 ma a seguito della morte del cantante venne cancellato. 
I documenti riguardanti il film furono rubati poco dopo il decesso da Jeffré Phillips, ex-compagno di La Toya Jackson, ma furono restituiti all'Estate dopo che intentò una causa contro Jeffré nel 2022. Tra il materiale precedentemente rubato c'era il contratto segnato da Jackson con Universal e un poster del film, il quale rivelava i principali collaboratori al film.
Il film sarebbe stato diretto da Michael Bay, prodotto da Eric Caldwell, Dana Janson, Bruce Brauntauch, David Handson (effetti speciali), Eric Banknorth (musiche), Bill Taner (sceneggiature) e distribuito da Universal, Optimum Productions e la Michael Jackson Company. Gli unici attori confermati sono lo stesso Jackson e John Bobby, ma i loro ruoli non sono conosciuti.